# Cardiovascular Therapeutics
Cardiovascular Therapeutics is een internationaal, aan collegiale toetsing onderworpen wetenschappelijk tijdschrift op het gebied van de cardiologie.
De naam wordt in literatuurverwijzingen meestal afgekort tot Cardiovasc. Ther.
Het wordt uitgegeven door Wiley-Blackwell en verschijnt 4 keer per jaar.
Het eerste nummer verscheen in 2008.